# Климат Ганы

Классификация климатов Кёппена на карте Ганы

Климат Ганы — тропический. Климат береговой линии дагомейского разрыва тёплый и сухой, на юго-западе страны он жаркий и влажный, а на севере — жаркий и сухой. Климат в Гане тёплый, так как её омывает Гвинейский залив, который расположен всего в нескольких градусах северней от экватора.

## Климат
Климат Ганы тропический и состоит из двух сезонов: сухой и влажный. Сезон дождей на севере страны длится с апреля до середины октября, в то время как на юге — с марта до середины ноября. Харматан дует на северном-востоке Ганы с декабря по март, что значительно понижает влажность и приводит к более жарким дням и более прохладным ночам в северной части страны.
Средняя суточная температура колеблется от 30°C днём до 24 °C ночью при относительной влажности от 77 % до 85 %. В южной части страны присутствует бимодальный сезон дождей: с апреля по июнь и с сентября по ноябрь. Шквалы происходят в северной части Ганы в марте и апреле, после которых начинают идти дожди, иногда вплоть до августа или сентября. Среднее количество осадков в год колеблется от 78 до 216 сантиметров.
| Показатель                            | Янв. | Фев. | Март | Апр.  | Май   | Июнь  | Июль  | Авг. | Сен.  | Окт.  | Нояб. | Дек. | Год    |
| ------------------------------------- | ---- | ---- | ---- | ----- | ----- | ----- | ----- | ---- | ----- | ----- | ----- | ---- | ------ |
| Средний суточный максимум, °C         | 30,1 | 31,2 | 31,6 | 31,0  | 30,0  | 28,3  | 27,1  | 26,8 | 27,4  | 28,6  | 30,0  | 29,5 | 29,2   |
| Средний суточный минимум, °C          | 24,5 | 25,8 | 26,2 | 26,2  | 25,4  | 24,6  | 23,5  | 23,2 | 23,6  | 24,2  | 24,3  | 24,1 | 24,6   |
| Среднее число солнечных часов в месяц | 214  | 204  | 223  | 213   | 211   | 144   | 142   | 155  | 171   | 220   | 240   | 235  | 2372   |
| Среднее число дней с осадками         | 2    | 2    | 5    | 7     | 11    | 14    | 7     | 6    | 8     | 9     | 4     | 2    | 77     |
| Норма осадков, мм                     | 13,6 | 40,3 | 88,2 | 115,7 | 160,7 | 210,4 | 121,3 | 88,9 | 133,0 | 128,1 | 56,5  | 24,6 | 1184,1 |
| Средняя влажность, %                  | 79   | 77   | 77   | 80    | 82    | 85    | 85    | 83   | 82    | 83    | 80    | 79   | 85     |
| Источник: weatherbase.com             |      |      |      |       |       |       |       |      |       |       |       |      |        |

## Климатические изменения
На солёность прибрежных вод в Гане повлияют количество осадков, погодные условия и повышение уровня моря, что может негативно сказаться на сельском хозяйстве и на рыболовстве. Народное хозяйство так же может пострадать от изменений климата, так как такие отрасли занятости как сельское и лесное хозяйство и производство энергии зависимы от климатических условий. Кроме этого ожидается что доступ к пресной воде станет более сложным, а сокращение водоснабжения негативно скажется на гидроэнергию, которая обеспечивает Гану на 54 % от всей вырабатываемой электроэнергии страны. Также существует риск увеличения заболеваемости малярией и холерой, так как на оба заболевания влияют изменения в состоянии воды.
В 2015 году правительство страны опубликовало документ под названием «Предполагаемый определяемый на национальном уровне вклад Ганы», а в 2016 году Гана подписала Парижское соглашение.